# 中方虫
中方虫（学名：Centrocubus cladostylus）为星球虫科中方虫属的动物。分布于北太平洋，包括东海等海域。